# Gouwe ouwe
Gouwe ouwe is een term die radiozenders gebruiken om een muziekhit uit het verleden mee aan te duiden.
Gouwe Ouwe is een project van Stichting De Tijdmachine. Jaarlijks ontmoeten ruim 10.000 ouderen elkaar op de dansvloer.

## Definitie
Het woord "gouwe ouwe" is samengesteld uit "goud" en "oud". Goud in de muziekindustrie betekent dat een bepaald aantal exemplaren verkocht is en er recht is op een gouden plaatuitreiking.
Als richtlijn wordt doorgaans muziek van 5 jaar en ouder als oud beschouwd. Veelal verstaat men onder een gouwe ouwe echter muziek uit de jaren zestig, zeventig, tachtig en negentig en tegenwoordig ook de jaren 2000-2009. Dit kan popmuziek zijn, maar deze nummers kunnen ook onder het genre van de levensliederen vallen.
Varianten zijn onder andere Goud van Oud, wat weer een woordspeling is op de naam van Radio Veronica-presentator Rob Out, en Gouden van Dagen, een radioprogramma op Radio Mi Amigo.

## Radiozenders
Een aantal radiozenders vullen zendtijd met gouwe ouwen:
- NPO Radio 2
- NPO Radio 5
- Nostalgie
- Radio 10
- Arrow Classic Rock
- Radio Veronica

In Nederland was er vanaf juni 2003 tot en met augustus 2003 een landelijke commerciële radiozender onder de naam Radio 103 De Gouwe Ouwe Zender. Deze zond alleen non-stop gouwe-ouwemuziek uit. Deze tijdelijke radiozender veranderde op 31 augustus 2003 in Radio Veronica.
Een televisiezender waarop gouwe-ouwemuziek wordt uitgezonden, is bijvoorbeeld 192TV.
Er zijn festivals met gouwe-ouwemuziek.